# آدام وایلی
آدام وایلی (انگلیسی: Adam Wylie؛ زادهٔ ۲۳ مهٔ ۱۹۸۴ یک هنرپیشه اهل ایالات متحده آمریکا است. وی از سال ۱۹۸۹ میلادی تاکنون مشغول فعالیت بوده‌است.
از فیلم‌ها یا برنامه‌های تلویزیونی که وی در آن نقش داشته است می‌توان به حصار چوبی اشاره کرد.